# Montesa (motorfiets)

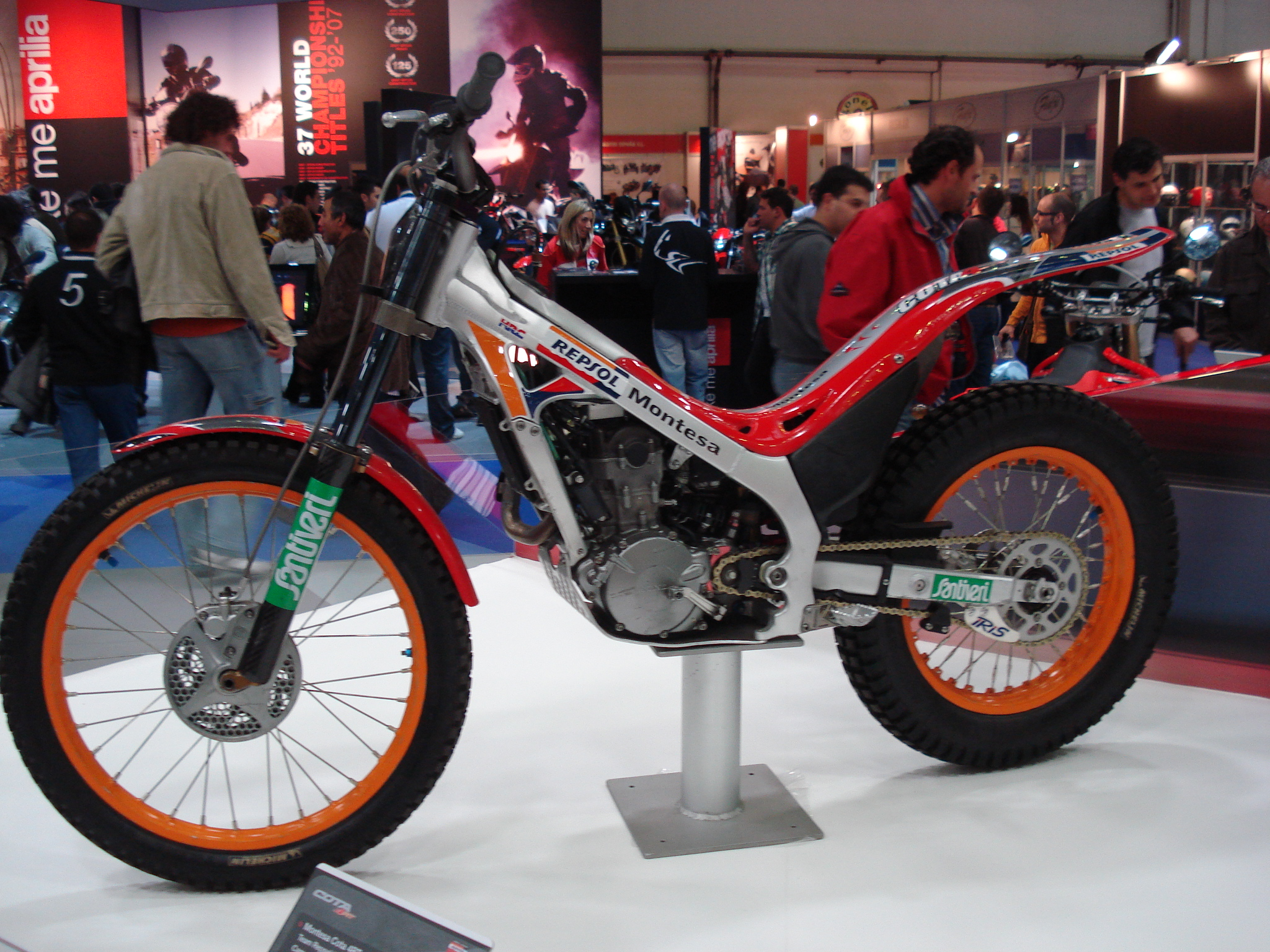
Montesa Cota trialmotor uit 2008

Montesa is een Spaans merk van motorfietsen, dat tegenwoordig Honda motorfietsen en onderdelen daarvoor produceert.

## Geschiedenis
Motocicletas Montesa, Permanyer S.A, later Permanyer S.A. de Industrias Mecanicas en Montesa/Honda S.A, Barcelona, is een Spaans bedrijf dat in 1945 werd opgericht door Pedro Permanyer-Puigjaner, ondernemer en ingenieur die zich in de oorlogstijd had gericht op de ontwikkeling en productie van gasturbines voor auto's, vrachtwagens en elektrische generatoren. Francisco Bulto werd zijn partner met een minderheidsaandeel in het bedrijf. 
Montesa was het eerste Spaanse bedrijf dat internationaal bekend werd met de bouw van motorfietsen. Het eerste model was een kopie van de Motobécane B1V2 en prototypen reden bij wijze van test in 1945 door de Pyreneeën. Het eerste eigen ontwerp had de naam XX maar werd na enkele detailwijzigingen uitgebracht onder de naam Montesa. 
In 1945 werd deelgenomen aan de Montjuic carrera de motos en werd in de 100 cc klasse de 1e vier plaatsen bezet. Een succesvol model was de BRIO waarvan de cilinderinhoud in de jaren werd vergroot. Vervolgens werden ook wegwedstrijden gereden en de Montesa bleek zeer succesvol. De eerste jaren waren dus gericht op wegrace en wegmodellen, ook voor dames. Er werd zelfs een specifiek model voor dames ontwikkeld met geforceerde koeling. In 1946 werd voor het eerste met de Grand Prix van Barcelona (Montjuic circuit) voor motoren meegedaan wat resulteerde in de winst in de 125 cc klasse.
In 1948 werd met een viertal Montesa's deelgenomen aan de Tourist Trophy in Assen. Dit was in die dagen een van de belangrijkste wedstrijden. Deze eerste kennismaking met het Continental circus resulteerde in een 5e, 9e en 15e plaats in de 125 cc klasse. Deze race is voor Nederlandse motorliefhebbers een gedenkwaardige want Dick Renooy finishte als eerste met de Eysink met Villiers motor. Dit was een goede ervaring voor de fabriek. De ontwikkeling van de Montesa werd dan ook opgevoerd. In 1951 tijdens de Barcelona Trade Fair werd een nieuwe motor gepresenteerd met telescoop vering, aluminium trommelremmen en een nieuw uiterlijk met de keuze voor de fabriekskleur rood, de D 51. In 1951 werd ook deelgenomen aan six days wedstrijden met een 3e plaats door Francesco X. Bulto in Varese, Italië en de Isle of Man race waarin Juan Soler Bulto (familie van Francisco Xavier `Paco`) eindigde op de 5e plaats en een van de eerste testcoureurs van Montesa "Turuta" (J.M. LLoblet) als 5e achter McCandles, Carlo Ubbiali en Nello Pagani allen op Mondial. 
In 1953 werd de eerste BRIO gepresenteerd. Veel technische vernieuwing was doorgevoerd en op diverse motorshows in Europa werd bewondering uitgesproken voor dit nieuwe model. 
In 1954 werd weer deelgenomen aan de Isle of Man TT met als resultaat een 2e, 3e en 4e plaats in de 125 c categorie. 
Een maand later werd de allereerste 24 Horas de Montjuic georganiseerd en Montesa eindigde als 1e voor een startveld van 88 rijders en 44 motoren. Verslagen werden merken als Guzzi, BMW en Triumph.
Enige maanden later werd het tienjarig bestaan van de fabriek gevierd.
In 1958 ontstond een kritieke economische en politieke situatie waardoor Permanyer als eindverantwoordelijke en hoofd aandeelhouder van Montesa een belangrijke keuze voor het bestaansrecht van de fabriek moest nemen. De aanleiding was een door Franco ingesteld Nationaal Stabilisatieverdrag. Veel succesvolle bedrijven waaronder dus ook Montesa moesten herstructureren en dit leidde tot een beperking in de raceactiviteiten.
Francesco Bulto accepteerde dit niet en wilde juist blijven inzetten op de sport en de interessante maar geldverslindende raceactiviteiten. Dit betekende de breuk tussen de 2 oprichters van het merk Montesa. Bulto startte voor zichzelf. Zijn voorbereidingen waren reeds in volle gang tijdens zijn belang in Montesa. Na de breuk nam Bulto wel enkele medewerkers van de raceafdeling mee. Bulto nam de plannen van Montesa voor een nieuw ontwerp mee en werden gebruikt voor zijn Bultaco Tralla 101.
De motoren van Montesa en Bultaco hebben vanaf die tijd sterke overeenkomsten gehad. De pure passie voor motorsport van Bulto heeft later geleid tot fantastische racesuccessen met Bultaco´s over de hele wereld. Een zwak motorisch punt betrof echter de primaire aandrijving die werd uitgevoerd met een kettingaandrijving.
In 1959 exporteerde Montesa de eerste motoren naar Japan. Japanse ingenieurs hadden bijzondere interesse in dit motorontwerp zoals voor zoveel andere Europese merken in die tijd. In dit jaar werd de GP van Montjuic verreden en aan de start verscheen een van de broers Elizalde met een fabrieks Montesa en de Brit Grace op een fabrieks Bultaco. Na een spannende race won de Montesa met een banddikte verschil. Vanaf 1960 werd door Montesa meer ingezet op motocross en off-road.

### Impala
Kort daarna (1961) werd door Montesa het succesnummer de Impala gepresenteerd.
Een PR offensief in 1962 moest de Montesa Impala promoten en `operatie Impala` werd in het leven geroepen. Een monstertocht van Kaapstad naar Caïro moest de betrouwbaarheid en gebruiksmogelijkheden van de Impala bewijzen. Montesa ontving in 1962 de ADI FAD prijs voor dit beste industrieel ontwerp. Anno 2010 reden er nog steeds Impala´s in Barcelona en andere steden in Spanje. Begin jaren tachtig is door Montesa een replica van de impala, de Impala 2, uitgebracht.

### Jaren 60
De jaren zestig waren succesvol voor Montesa met 460 medewerkers en een productie van 11.000 motoren per jaar.
Het succes werd verder uitgebreid door export naar de VS. Bekende rijders als Kenny Roberts hebben hun eerste cross en speedway ervaring opgedaan met een Montesa Impala 250 en de opvolger de Cappra. 
Daarnaast werd ook de trial sport verspreid over Europa met de oorsprong uit met name Groot-Brittannië. 
Eind jaren zestig werd duidelijk dat de Japanse motorfabrikanten in de motorsport grote concurrenten werden voor veel Europese motormerken. In de wegrace werden de Honda´s met multicilindermotoren (5 en 6 cilinders) onverslaanbaar met rijders al Taveri en Hailwood. Op het thuiscircuit Montjuic waren de Spaanse merken (o.a. Derbi, Bultaco, Ossa en Montesa) echter moeilijk te verslaan en zelfs in de 250 klasse was Santiago Herrero met de monocasco Ossa een geduchte tegenstander de GP´s in 1969 met grote kansen voor het wereldkampioenschap. Een verschrikkelijk dodelijk ongeval tijdens de Isle of Man race was het einde van zijn carrière en de raceactiviteiten van deze fabriek. 
Montesa ging door met ontwerpen en van de hand van Francesco Villa werd een tweecilinder Montesa ontworpen om de Japanse hegemonie het hoofd te kunnen bieden. Zijn broer Walter Villa bereed de motor in een optreden tijdens een GP in Italië. Hij nam het op tegen onder andere de zescilinder Honda van Hailwood. 
Het verschil is duidelijk. Het ontwerp van deze motor tweecilinder Montesa is terug te vinden in de tweetakt HD/aermacchi´s van enkele jaren later.
In 1968 won Walter Villa het Italiaanse kampioenschap met een Montesa. De carrière van Walter Villa mag verder bekend zijn.
De fabriek stopte daarna met de wegrace en legde zich toe op `hill climb`-wedstrijden, trial, motocross en Enduro.
Montesa produceerde ook buitenboordmotoren voor boten en agrarische landbewerkingsmachines.

### Jaren 70
In de jaren zeventig werden daarna flinke successen geboekt in terreinsporten. Bekende ontwerpen zijn de eerder genoemde Cappra in diverse uitvoering en de Enduro modellen H 6 en H 7. Het supertalent Pedro Pi was van onschatbare waarde voor de ontwikkeling en wedstrijdsuccessen van Montesa waarin zij de concurrenten Bultaco en Ossa regelmatig ontmoetten tijdens wedstrijden.
Een formidabel succes was het behalen van het 1971 wereldkampioenschap Endurance tijdens de 24 horas de Montjuic met een 1 cilinder Montesa Blitz.
In de trialsport zijn veel grote successen behaald met onder anderen Ulf Karlsson, Yrjö Vesterinen, Malcolm Rathmell, Jordi Tarrés, Marc Colomer en Dougie Lampkin.
In de jaren tachtig is nog een wegmodel uitgebracht, de `Crono`. Een 350 1 cilinder motor met magnesium/aluminium wielen met schijfremmen, AJP-remcomponenten en goede prestaties. Dit ontwerp werd gebruikt voor de Copa Crono waarin diverse creaties en ontwerpen werden ontwikkeld waaronder monocoque frames en waterkoeling. Dit waren echter hoofdzakelijk privé initiatieven.
Op 20 maart 1987 is Pere Permanyer op 75-jarige leeftijd overleden, een Catalaans industrieel en animator van de motorsport van Catalonië en Spanje.

## Overname
In de loop van de jaren 1980 stortte de Spaanse motorindustrie in en ook Montesa kon het niet bolwerken. De import van Japanse motoren verdrong de eigen motormarkt. In 1986 nam Honda 80 % van het bedrijf over. De kennis en ervaring van Montesa vanuit de trialsport werd door Honda handig ingezet voor de nieuwe modellen onder de naam Montesa en later Honda-Montesa. Het merk bestaat nog steeds maar heeft een duidelijk Hondabeleid. De laatste Montesa heeft een viertakt trial motor van Honda. 
De HM vestiging in Barcelona heeft vele andere Hondamodellen ontwikkeld en geproduceerd zoals 650 1 cilinder, de Deauville, mbx en scoopy.
In augustus 2011 werd bekend dat Honda vanwege afnemende vraag de productie van motorfietsen in de fabriek van Montesa in Barcelona wil stoppen, en dat de fabriek zich zal gaan richten op de productie van motoronderdelen.